# Spiroctenus collinus
Espèce
Synonymes
- Hermachastes collinus Pocock, 1900

Spiroctenus collinus est une espèce d'araignées mygalomorphes de la famille des Bemmeridae.

## Distribution
Cette espèce est endémique du Cap-Occidental en Afrique du Sud,. Elle se rencontre sur la montagne de la Table et vers Tulbagh.

## Description
Le mâle syntype mesure 12 mm et la femelle syntype 18 mm.

## Publication originale
- Pocock, 1900 :  Some new Arachnida from Cape Colony. Annals and Magazine of Natural History, sér. 7, vol. 6, p. 316-333 (texte intégral).